# Dinastía de los Ducas
La dinastía de los Ducas (pl. Doukai; en griego: Δούκας, pl. Δούκαι, en femenino Doukaina; en griego: Δούκαινα), Latinizado como Ducas,fue una familia noble Bizantina que gobernó el Imperio Bizantino desde el año 1059 hasta 1078. Vino precedida de un primer emperador Comneno, Isaac I, quien renunció al trono en favor de quien fuera su ministro de Hacienda, Constantino Ducas (en griego, Δούκας), una familia bizantina que se decía descendiente de un primo del emperador Constantino el Grande. El hecho más significativo de este período es la batalla de Manzikert (26 de agosto de 1071), terrible derrota de las tropas bizantinas frente a los turcos selyúcidas, de la que el imperio no pudo recuperarse y que supone el comienzo de la caída del Imperio Bizantino al abrir las puertas de Anatolia al empuje turco y la repoblación de numerosas zonas de Asia Menor. A los emperadores de esta dinastía les siguió un emperador sin dinastía, Nicéforo III Botoniato o Botaniates (1078-1081).
La continuidad de la descendencia entre las diversas ramas de la familia no está clara, los historiadores generalmente reconocen varios grupos distintos de los Ducas según su aparición en las fuentes contemporáneas.  Polemis, que compiló el único trabajo de conjunto sobre los portadores del nombre de Doukas, ante esta falta de continuidad genealógica "Sería un error considerar los grupos de personas designados por el cognomen de Doukas como formar una gran familia".

## Historia

### Orígenes
No se sabe nada con claridad acerca de origen de los Ducas. Nicéforo Brienio planteaba la teoría de que descendían de un primo paterno del Emperador romano Constantino I que había emigrado a Constantinopla en el siglo IV y supuestamente se convirtió en gobernador de la ciudad con el título de dux. Sin embargo, estás teorías son falsas, hechas por lo cronistas de la corte para santificar a la familia en el siglo XI, justo cuando gobernaron. De hecho es más probable que el apellido descienda del título dux. Algunos autores han planteado la posibilidad de una ascendencia armenia, pero toda la evidencia sugiere que los Ducas eran griegos, probablemente de Paflagonia, donde estaban ubicadas sus propiedades.

### Los Ducas a principios delsigloX

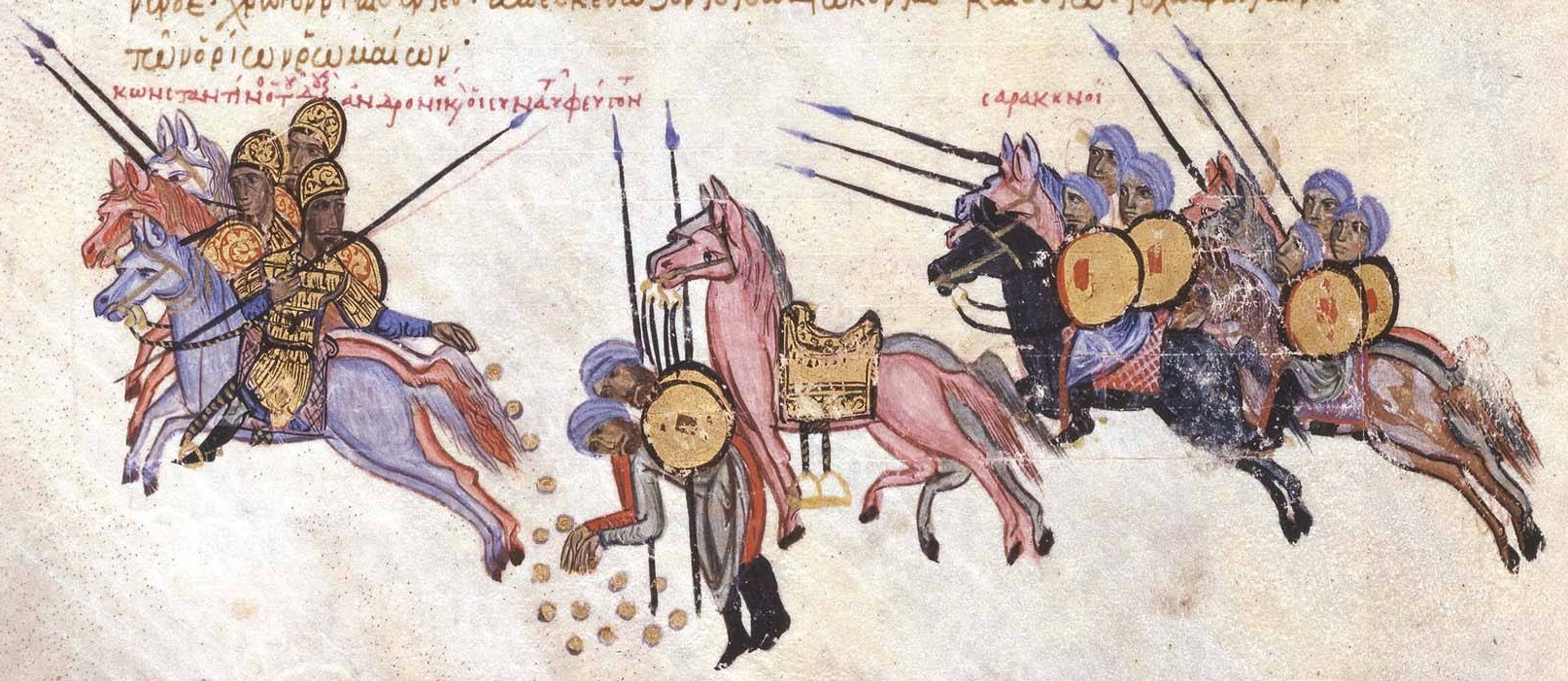
Constantini Ducas escapando de los Árabes. Miniatura del Skylitzes Matritensis.

El primer Ducas se conoce a mediados del siglo IX, durante la regencia de la emperatriz Teodora, cuando fue enviado por esta a convertir por la fuerza a los paulicianos a la ortodoxia. Sólo se le conoce como "el hijo de Dux", aunque Esclitzes interpola el nombre de Andrónico, probablemente en confusión con Andrónico Ducas. Este nombre también se utiliza en algunas fuentes modernas, por ejemplo, en la Prosopographie der mittelbyzantinischen Zeit.
La primera rama de la familia que alcanzó prominencia fue a principios del siglo X conocidos como Doux, con Andrónico Ducas y su hijo Constantino Ducas. Ambos fueron generales de alto rango durante el reinado del emperador León VI el Sabio. c. 904, Andrónico participó en una rebelión fallida y se vio obligado a huir a Bagdad, donde fue asesinado c. 910. Constantino logró escapar y fue restituido a su alto cargo, convirtiéndose en Doméstico de las escolas. Sin embargo, fue asesinado junto con su hijo Gregorio y su sobrino Miguel, en un golpe fallido en junio de 913.  Estas muertes, junto con la castración y el exilio del hijo menor de Constantino, Esteban, y la muerte de Nicolás Ducas en la batalla de Katasyrtai en 917, marcan el final del primer grupo de Ducas registrado en fuentes bizantinas. Es probable, como registra el historiador Zonaras del siglo XII, que la línea Ducas se extinguió y que los portadores posteriores del nombre fueran descendientes únicamente por línea femenina.

### Los Lidios
Hacia finales del siglo X, apareció una segunda familia, a veces conocida como Lydoi ("los lidios", probablemente indicando su origen). Sus miembros eran Andrónico Dux Lidio y sus hijos, Christobal y Bardas, este último conocido con el apodo de Mongos ("ronco"). No está claro si el dux del nombre de Andrónico es un apellido o un rango militar; algunos eruditos los consideran pertenecientes a la familia Ducas, aunque es imposible determinar la relación exacta, si la hay, con los Ducas anteriores. La familia participó en la rebelión de Bardas Esclero entre 976 y 979 contra el emperador Basilio II, pero los hijos fueron posteriormente perdonados y reanudaron sus carreras. Bardas Mongos está atestiguado en 1017, cuando dirigió una expedición militar contra los jázaros.

### Dinastía imperial Ducas

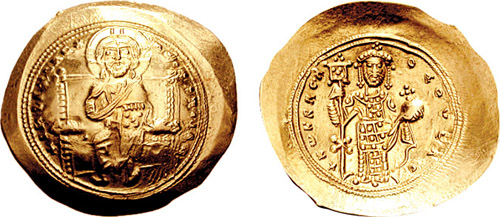
Histamenon de Constantino X Ducas.

El tercer grupo de la familia, los Doukai del siglo XI, fue el más numeroso y distinguido, proporcionó varios generales y gobernadores y fundó la dinastía Ducas que gobernó Bizancio de 1059 a 1081. Esta rama parecen haber venido de Paflagonia, eran sumamente ricos y poseían extensas propiedades en Anatolia. Una vez más, la relación de este grupo con los Doukai de los siglos IX y X no está clara; los historiadores Miguel Pselo y Nicholas Calicles afirman tal relación, pero Zonaras la cuestiona abiertamente.
Los miembros más famosos de este grupo fueron el fundador de la dinastía, el emperador Constantino X Ducas, su hermano Juan Ducas, el hijo de Constantino Miguel VII Ducas, los hermanos menores de Miguel, Constancio Ducas y Andrónico Ducas, el hijo de Miguel y coemperador Constantino Ducas y el hijo de Juan, el general Andrónico Ducas.
Durante este período, la familia se casó con otras familias aristocráticos: antes de convertirse en emperador, Constantino X se había casado con un miembro de la poderosa familia Dalaseno y tomó como segunda esposa a Eudoxia Macrembolita , sobrina del patriarca Miguel I Cerulario. Se hicieron más matrimonios interdinásticos con las familias de la aristocracia militar de Anatolia, incluidos los Paleólogos y los Pegonites.
 La conexión más importante, sin embargo, fue con los Comnenos:en 1077, Alejo Comneno, entonces general y más tarde emperador , se casó con Irene Ducaina, sobrina nieta de Constantino X; a partir de entonces, se utilizó a menudo el apellido Comneno Ducas. Esta alianza matrimonial fue crucial para el propio ascenso de Alejo a la púrpura: debido a su matrimonio con una Ducaina, tuvo una ventaja respecto a su hermano mayor Isaac, y fue el apoyo financiero y político de Ducas lo que facilitó en gran medida el golpe exitoso e incruento que lo llevó al trono. 

### Bajo los Comenenos
Su asociación con los Comnenos ayudó a asegurar la prominencia y el prestigio continuos del nombre Doukas en la cúspide de la aristocracia bizantina en la restauración comneno, y la presencia de los miembros de la familia entre los altos mandos de bizancio. Durante el reinado de Alejo I, el Ducas continuó desempeñando un papel importante: Constantino Ducas fue reconocido como heredero aparente y prometido a Ana Comnena (aunque perdió su título cuando nació el futuro Juan II Comneno); y los hermanos de Irene Ducaina, Miguel Ducas y Juan Ducas estuvieron entre los líderes militares más destacados de finales del siglo XI. 
Durante el siglo XII, el prestigio del nombre Ducas significó que miembros de otras familias lo tomaran a menudo como segundo apellido, aunque remotamente. Después del cambio de siglo. Por tanto, es imposible distinguir claramente a los numerosos poseedores del apellido o discernir su relación exacta con la dinastía Ducas del siglo XI. El linaje real de Constantino X se extinguió probablemente antes de 1100, y los últimos descendientes conocidos de su hermano, el "César" Juan, vivieron en la primera mitad del siglo XII. Por lo tanto, la mayoría de los portadores del nombre en el siglo XII eran probablemente miembros de otras familias, vinculados por matrimonio con los Ducas, quienes optaron por enfatizar esta relación debido al prestigio que confería el nombre.

### Ramas menores
De este modo, mezclados con otras familias nobles o adoptados, incluso por familias humildes ajenas al linaje original, el apellido Ducas sobrevivió hasta los últimos siglos del Imperio Bizantino.Polemis, 1968, pp. 80–199 Un ejemplo destacado del período bizantino tardío fueron los Comneno Ducas del Despotado de Epiro en el noroeste de Grecia, fundado por Miguel I Comneno Ducas y otros descendientes de Juan Ducas, nieto de Alejo I e Irene Ducaina. De ellos, el apellido "Doukas" fue utilizado por los gobernantes griegos, y más tarde serbios, de Epiro y Tesalia hasta el siglo XV..  Otros ejemplos incluyen a Juan III Ducas Vatatzés, emperador de Nicea y sus parientes, el último historiador bizantino Duvas, y Demetrio Ducas Cabasila a mediados del siglo XIV.
El nombre se extendió por todo el mundo de habla griega, así como en Albania, y sigue siendo bastante común hasta el día de hoy.  Entre los portadores más notables del nombre Doukas en el período posbizantino estaban el erudito cretense del siglo XVI Demetrio Ducas, los gobernantes de Moldavia del siglo XVII, Jorge Ducas y Constantino Ducas o la del erudito y pedagogo del siglo XIX Neophytos Doukas. También se desarrollaron varias variaciones, como Ducaces (Δουκάκης) (p. ej. el exgobernador del estado de Massachusetts Michael Dukakis), Ducopulos (Δουκόπουλος), Ducato (Δουκάτος), Macroducas o Macriducas, etc. Otras variantes como Ducaites (Δουκαΐτης) o Ducides (Δουκίδης) parecen derivar no del apellido, sino de una localidad y un nombre "Doukas" respectivamente.

## Árbol genealógico
|                                        |                                        |                                        |                                        |                                        |                                        |                                   |                                   |                                   |                                   |                                   |                                   |                                   |                                   |                      |                      |                                       |                                       |                                       |                                       |                                       |                                       |                                    |                                    |                                    |                                    |                 |                 |                 |                 |  |  |                  |                  |                  |                  |                  |                  |                |                |                 |                 |                 |                 |                 |                 |                 |                 |                   |                   |                   |                   |                   |                   |  |  |                                |                                |                                |                                |                                |                                |             |             |                        |                        |                        |                        |                                |                                |                                |                                |                                |                                |              |              |              |              |  |  |
|                                        |                                        |                                        |                                        |                                        |                                        |                                   |                                   |                                   |                                   |                                   |                                   |                                   |                                   |                      |                      |                                       |                                       |                                       |                                       |                                       |                                       |                                    |                                    |                                    |                                    |                 |                 |                 |                 |  |  |                  |                  |                  |                  |                  |                  |                |                |                 |                 |                 |                 |                 |                 |                 |                 |                   |                   |                   |                   |                   |                   |  |  |                                |                                |                                |                                |                                |                                |             |             |                        |                        |                        |                        |                                |                                |                                |                                |                                |                                |              |              |              |              |  |  |
| Basilio Argyros                        | Basilio Argyros                        | Basilio Argyros                        | Basilio Argyros                        | Basilio Argyros                        | Basilio Argyros                        |                                   |                                   | Romano III Argyros (r. 1028-1034) | Romano III Argyros (r. 1028-1034) | Romano III Argyros (r. 1028-1034) | Romano III Argyros (r. 1028-1034) | Romano III Argyros (r. 1028-1034) | Romano III Argyros (r. 1028-1034) |                      |                      | Zoe Porfirogéneta (r. 1028-1050)      | Zoe Porfirogéneta (r. 1028-1050)      | Zoe Porfirogéneta (r. 1028-1050)      | Zoe Porfirogéneta (r. 1028-1050)      | Zoe Porfirogéneta (r. 1028-1050)      | Zoe Porfirogéneta (r. 1028-1050)      |                                    |                                    |                                    |                                    |                 |                 |                 |                 |  |  |                  |                  |                  |                  |                  |                  |                |                |                 |                 |                 |                 |                 |                 |                 |                 |                   |                   |                   |                   |                   |                   |  |  |                                |                                |                                |                                |                                |                                |             |             |                        |                        |                        |                        |                                |                                |                                |                                |                                |                                |              |              |              |              |  |  |
| Basilio Argyros                        | Basilio Argyros                        | Basilio Argyros                        | Basilio Argyros                        | Basilio Argyros                        | Basilio Argyros                        |                                   |                                   | Romano III Argyros (r. 1028-1034) | Romano III Argyros (r. 1028-1034) | Romano III Argyros (r. 1028-1034) | Romano III Argyros (r. 1028-1034) | Romano III Argyros (r. 1028-1034) | Romano III Argyros (r. 1028-1034) |                      |                      | Zoe Porfirogéneta (r. 1028-1050)      | Zoe Porfirogéneta (r. 1028-1050)      | Zoe Porfirogéneta (r. 1028-1050)      | Zoe Porfirogéneta (r. 1028-1050)      | Zoe Porfirogéneta (r. 1028-1050)      | Zoe Porfirogéneta (r. 1028-1050)      |                                    |                                    |                                    |                                    |                 |                 |                 |                 |  |  |                  |                  |                  |                  |                  |                  |                |                |                 |                 |                 |                 |                 |                 |                 |                 |                   |                   |                   |                   |                   |                   |  |  |                                |                                |                                |                                |                                |                                |             |             |                        |                        |                        |                        |                                |                                |                                |                                |                                |                                |              |              |              |              |  |  |
|                                        |                                        |                                        |                                        |                                        |                                        |                                   |                                   |                                   |                                   |                                   |                                   |                                   |                                   |                      |                      |                                       |                                       |                                       |                                       |                                       |                                       |                                    |                                    |                                    |                                    |                 |                 |                 |                 |  |  |                  |                  |                  |                  |                  |                  |                |                |                 |                 |                 |                 |                 |                 |                 |                 |                   |                   |                   |                   |                   |                   |  |  |                                |                                |                                |                                |                                |                                |             |             |                        |                        |                        |                        |                                |                                |                                |                                |                                |                                |              |              |              |              |  |  |
| Hija                                   | Hija                                   | Hija                                   | Hija                                   | Hija                                   | Hija                                   |                                   |                                   | Constantino Diógenes              | Constantino Diógenes              | Constantino Diógenes              | Constantino Diógenes              | Constantino Diógenes              | Constantino Diógenes              |                      |                      |                                       |                                       |                                       |                                       |                                       |                                       |                                    |                                    |                                    |                                    |                 |                 |                 |                 |  |  |                  |                  |                  |                  |                  |                  |                |                |                 |                 |                 |                 | Andrónico Ducas | Andrónico Ducas | Andrónico Ducas | Andrónico Ducas | Andrónico Ducas   | Andrónico Ducas   |                   |                   |                   |                   |  |  |                                |                                |                                |                                |                                |                                |             |             |                        |                        |                        |                        |                                |                                |                                |                                |                                |                                |              |              |              |              |  |  |
| Hija                                   | Hija                                   | Hija                                   | Hija                                   | Hija                                   | Hija                                   |                                   |                                   | Constantino Diógenes              | Constantino Diógenes              | Constantino Diógenes              | Constantino Diógenes              | Constantino Diógenes              | Constantino Diógenes              |                      |                      |                                       |                                       |                                       |                                       |                                       |                                       |                                    |                                    |                                    |                                    |                 |                 |                 |                 |  |  |                  |                  |                  |                  |                  |                  |                |                |                 |                 |                 |                 | Andrónico Ducas | Andrónico Ducas | Andrónico Ducas | Andrónico Ducas | Andrónico Ducas   | Andrónico Ducas   |                   |                   |                   |                   |  |  |                                |                                |                                |                                |                                |                                |             |             |                        |                        |                        |                        |                                |                                |                                |                                |                                |                                |              |              |              |              |  |  |
|                                        |                                        |                                        |                                        |                                        |                                        |                                   |                                   |                                   |                                   |                                   |                                   |                                   |                                   |                      |                      |                                       |                                       |                                       |                                       |                                       |                                       |                                    |                                    |                                    |                                    |                 |                 |                 |                 |  |  |                  |                  |                  |                  |                  |                  |                |                |                 |                 |                 |                 |                 |                 |                 |                 |                   |                   |                   |                   |                   |                   |  |  |                                |                                |                                |                                |                                |                                |             |             |                        |                        |                        |                        |                                |                                |                                |                                |                                |                                |              |              |              |              |  |  |
|                                        |                                        |                                        |                                        |                                        |                                        |                                   |                                   |                                   |                                   |                                   |                                   |                                   |                                   |                      |                      |                                       |                                       |                                       |                                       |                                       |                                       |                                    |                                    |                                    |                                    |                 |                 |                 |                 |  |  |                  |                  |                  |                  |                  |                  |                |                |                 |                 |                 |                 |                 |                 |                 |                 |                   |                   |                   |                   |                   |                   |  |  |                                |                                |                                |                                |                                |                                |             |             |                        |                        |                        |                        |                                |                                |                                |                                |                                |                                |              |              |              |              |  |  |
|                                        |                                        |                                        |                                        | Romano IV Diógenes (r. 1067-1071)      | Romano IV Diógenes (r. 1067-1071)      | Romano IV Diógenes (r. 1067-1071) | Romano IV Diógenes (r. 1067-1071) | Romano IV Diógenes (r. 1067-1071) | Romano IV Diógenes (r. 1067-1071) |                                   |                                   | Eudoxia Macrembolita              | Eudoxia Macrembolita              | Eudoxia Macrembolita | Eudoxia Macrembolita | Eudoxia Macrembolita                  | Eudoxia Macrembolita                  |                                       |                                       | Constantino X Ducas (r. 1059-1067)    | Constantino X Ducas (r. 1059-1067)    | Constantino X Ducas (r. 1059-1067) | Constantino X Ducas (r. 1059-1067) | Constantino X Ducas (r. 1059-1067) | Constantino X Ducas (r. 1059-1067) |                 |                 |                 |                 |  |  |                  |                  |                  |                  | Irene Pegonita   | Irene Pegonita   | Irene Pegonita | Irene Pegonita | Irene Pegonita  | Irene Pegonita  |                 |                 | Juan Ducas      | Juan Ducas      | Juan Ducas      | Juan Ducas      | Juan Ducas        | Juan Ducas        |                   |                   |                   |                   |  |  | Sofía Ducas                    | Sofía Ducas                    | Sofía Ducas                    | Sofía Ducas                    | Sofía Ducas                    | Sofía Ducas                    |             |             | Manuel Erótico Comneno | Manuel Erótico Comneno | Manuel Erótico Comneno | Manuel Erótico Comneno | Manuel Erótico Comneno         | Manuel Erótico Comneno         |                                |                                |                                |                                |              |              |              |              |  |  |
|                                        |                                        |                                        |                                        | Romano IV Diógenes (r. 1067-1071)      | Romano IV Diógenes (r. 1067-1071)      | Romano IV Diógenes (r. 1067-1071) | Romano IV Diógenes (r. 1067-1071) | Romano IV Diógenes (r. 1067-1071) | Romano IV Diógenes (r. 1067-1071) |                                   |                                   | Eudoxia Macrembolita              | Eudoxia Macrembolita              | Eudoxia Macrembolita | Eudoxia Macrembolita | Eudoxia Macrembolita                  | Eudoxia Macrembolita                  |                                       |                                       | Constantino X Ducas (r. 1059-1067)    | Constantino X Ducas (r. 1059-1067)    | Constantino X Ducas (r. 1059-1067) | Constantino X Ducas (r. 1059-1067) | Constantino X Ducas (r. 1059-1067) | Constantino X Ducas (r. 1059-1067) |                 |                 |                 |                 |  |  |                  |                  |                  |                  | Irene Pegonita   | Irene Pegonita   | Irene Pegonita | Irene Pegonita | Irene Pegonita  | Irene Pegonita  |                 |                 | Juan Ducas      | Juan Ducas      | Juan Ducas      | Juan Ducas      | Juan Ducas        | Juan Ducas        |                   |                   |                   |                   |  |  | Sofía Ducas                    | Sofía Ducas                    | Sofía Ducas                    | Sofía Ducas                    | Sofía Ducas                    | Sofía Ducas                    |             |             | Manuel Erótico Comneno | Manuel Erótico Comneno | Manuel Erótico Comneno | Manuel Erótico Comneno | Manuel Erótico Comneno         | Manuel Erótico Comneno         |                                |                                |                                |                                |              |              |              |              |  |  |
|                                        |                                        |                                        |                                        |                                        |                                        |                                   |                                   |                                   |                                   |                                   |                                   |                                   |                                   |                      |                      |                                       |                                       |                                       |                                       |                                       |                                       |                                    |                                    |                                    |                                    |                 |                 |                 |                 |  |  |                  |                  |                  |                  |                  |                  |                |                |                 |                 |                 |                 |                 |                 |                 |                 |                   |                   |                   |                   |                   |                   |  |  |                                |                                |                                |                                |                                |                                |             |             |                        |                        |                        |                        |                                |                                |                                |                                |                                |                                |              |              |              |              |  |  |
|                                        |                                        |                                        |                                        |                                        |                                        |                                   |                                   |                                   |                                   |                                   |                                   |                                   |                                   |                      |                      |                                       |                                       |                                       |                                       |                                       |                                       |                                    |                                    |                                    |                                    |                 |                 |                 |                 |  |  |                  |                  |                  |                  |                  |                  |                |                |                 |                 |                 |                 |                 |                 |                 |                 |                   |                   |                   |                   |                   |                   |  |  |                                |                                |                                |                                |                                |                                |             |             |                        |                        |                        |                        |                                |                                |                                |                                |                                |                                |              |              |              |              |  |  |
| Nicéforo III Botaniates (r. 1078-1081) | Nicéforo III Botaniates (r. 1078-1081) | Nicéforo III Botaniates (r. 1078-1081) | Nicéforo III Botaniates (r. 1078-1081) | Nicéforo III Botaniates (r. 1078-1081) | Nicéforo III Botaniates (r. 1078-1081) |                                   |                                   | María de Alania                   | María de Alania                   | María de Alania                   | María de Alania                   | María de Alania                   | María de Alania                   |                      |                      | Miguel VII Parapinaces (r. 1071-1078) | Miguel VII Parapinaces (r. 1071-1078) | Miguel VII Parapinaces (r. 1071-1078) | Miguel VII Parapinaces (r. 1071-1078) | Miguel VII Parapinaces (r. 1071-1078) | Miguel VII Parapinaces (r. 1071-1078) |                                    |                                    | Andrónico Ducas                    | Andrónico Ducas                    | Andrónico Ducas | Andrónico Ducas | Andrónico Ducas | Andrónico Ducas |  |  | Constancio Ducas | Constancio Ducas | Constancio Ducas | Constancio Ducas | Constancio Ducas | Constancio Ducas |                |                | Andrónico Ducas | Andrónico Ducas | Andrónico Ducas | Andrónico Ducas | Andrónico Ducas | Andrónico Ducas |                 |                 | María de Bulgaria | María de Bulgaria | María de Bulgaria | María de Bulgaria | María de Bulgaria | María de Bulgaria |  |  | Isaac I Comneno (r. 1057-1059) | Isaac I Comneno (r. 1057-1059) | Isaac I Comneno (r. 1057-1059) | Isaac I Comneno (r. 1057-1059) | Isaac I Comneno (r. 1057-1059) | Isaac I Comneno (r. 1057-1059) |             |             | Juan Comneno           | Juan Comneno           | Juan Comneno           | Juan Comneno           | Juan Comneno                   | Juan Comneno                   |                                |                                | Ana Dalaseno                   | Ana Dalaseno                   | Ana Dalaseno | Ana Dalaseno | Ana Dalaseno | Ana Dalaseno |  |  |
| Nicéforo III Botaniates (r. 1078-1081) | Nicéforo III Botaniates (r. 1078-1081) | Nicéforo III Botaniates (r. 1078-1081) | Nicéforo III Botaniates (r. 1078-1081) | Nicéforo III Botaniates (r. 1078-1081) | Nicéforo III Botaniates (r. 1078-1081) |                                   |                                   | María de Alania                   | María de Alania                   | María de Alania                   | María de Alania                   | María de Alania                   | María de Alania                   |                      |                      | Miguel VII Parapinaces (r. 1071-1078) | Miguel VII Parapinaces (r. 1071-1078) | Miguel VII Parapinaces (r. 1071-1078) | Miguel VII Parapinaces (r. 1071-1078) | Miguel VII Parapinaces (r. 1071-1078) | Miguel VII Parapinaces (r. 1071-1078) |                                    |                                    | Andrónico Ducas                    | Andrónico Ducas                    | Andrónico Ducas | Andrónico Ducas | Andrónico Ducas | Andrónico Ducas |  |  | Constancio Ducas | Constancio Ducas | Constancio Ducas | Constancio Ducas | Constancio Ducas | Constancio Ducas |                |                | Andrónico Ducas | Andrónico Ducas | Andrónico Ducas | Andrónico Ducas | Andrónico Ducas | Andrónico Ducas |                 |                 | María de Bulgaria | María de Bulgaria | María de Bulgaria | María de Bulgaria | María de Bulgaria | María de Bulgaria |  |  | Isaac I Comneno (r. 1057-1059) | Isaac I Comneno (r. 1057-1059) | Isaac I Comneno (r. 1057-1059) | Isaac I Comneno (r. 1057-1059) | Isaac I Comneno (r. 1057-1059) | Isaac I Comneno (r. 1057-1059) |             |             | Juan Comneno           | Juan Comneno           | Juan Comneno           | Juan Comneno           | Juan Comneno                   | Juan Comneno                   |                                |                                | Ana Dalaseno                   | Ana Dalaseno                   | Ana Dalaseno | Ana Dalaseno | Ana Dalaseno | Ana Dalaseno |  |  |
|                                        |                                        |                                        |                                        |                                        |                                        |                                   |                                   |                                   |                                   |                                   |                                   |                                   |                                   |                      |                      |                                       |                                       |                                       |                                       |                                       |                                       |                                    |                                    |                                    |                                    |                 |                 |                 |                 |  |  |                  |                  |                  |                  |                  |                  |                |                |                 |                 |                 |                 |                 |                 |                 |                 |                   |                   |                   |                   |                   |                   |  |  |                                |                                |                                |                                |                                |                                |             |             |                        |                        |                        |                        |                                |                                |                                |                                |                                |                                |              |              |              |              |  |  |
|                                        |                                        |                                        |                                        |                                        |                                        |                                   |                                   |                                   |                                   |                                   |                                   |                                   |                                   |                      |                      |                                       |                                       |                                       |                                       |                                       |                                       |                                    |                                    |                                    |                                    |                 |                 |                 |                 |  |  |                  |                  |                  |                  |                  |                  |                |                |                 |                 |                 |                 |                 |                 |                 |                 |                   |                   |                   |                   |                   |                   |  |  |                                |                                |                                |                                |                                |                                |             |             |                        |                        |                        |                        |                                |                                |                                |                                |                                |                                |              |              |              |              |  |  |
|                                        |                                        |                                        |                                        |                                        |                                        |                                   |                                   |                                   |                                   |                                   |                                   | Constantino Ducas                 | Constantino Ducas                 | Constantino Ducas    | Constantino Ducas    | Constantino Ducas                     | Constantino Ducas                     |                                       |                                       |                                       |                                       |                                    |                                    |                                    |                                    |                 |                 |                 |                 |  |  |                  |                  |                  |                  |                  |                  |                |                |                 |                 |                 |                 |                 |                 |                 |                 |                   |                   |                   |                   |                   |                   |  |  |                                |                                |                                |                                | Irene Ducas                    | Irene Ducas                    | Irene Ducas | Irene Ducas | Irene Ducas            | Irene Ducas            |                        |                        | Alejo I Comneno (r. 1081-1118) | Alejo I Comneno (r. 1081-1118) | Alejo I Comneno (r. 1081-1118) | Alejo I Comneno (r. 1081-1118) | Alejo I Comneno (r. 1081-1118) | Alejo I Comneno (r. 1081-1118) |              |              |              |              |  |  |
|                                        |                                        |                                        |                                        |                                        |                                        |                                   |                                   |                                   |                                   |                                   |                                   | Constantino Ducas                 | Constantino Ducas                 | Constantino Ducas    | Constantino Ducas    | Constantino Ducas                     | Constantino Ducas                     |                                       |                                       |                                       |                                       |                                    |                                    |                                    |                                    |                 |                 |                 |                 |  |  |                  |                  |                  |                  |                  |                  |                |                |                 |                 |                 |                 |                 |                 |                 |                 |                   |                   |                   |                   |                   |                   |  |  |                                |                                |                                |                                | Irene Ducas                    | Irene Ducas                    | Irene Ducas | Irene Ducas | Irene Ducas            | Irene Ducas            |                        |                        | Alejo I Comneno (r. 1081-1118) | Alejo I Comneno (r. 1081-1118) | Alejo I Comneno (r. 1081-1118) | Alejo I Comneno (r. 1081-1118) | Alejo I Comneno (r. 1081-1118) | Alejo I Comneno (r. 1081-1118) |              |              |              |              |  |  |
|                                        |                                        |                                        |                                        |                                        |                                        |                                   |                                   |                                   |                                   |                                   |                                   |                                   |                                   |                      |                      |                                       |                                       |                                       |                                       |                                       |                                       |                                    |                                    |                                    |                                    |                 |                 |                 |                 |  |  |                  |                  |                  |                  |                  |                  |                |                |                 |                 |                 |                 |                 |                 |                 |                 |                   |                   |                   |                   |                   |                   |  |  |                                |                                |                                |                                |                                |                                |             |             |                        |                        |                        |                        |                                |                                |                                |                                |                                |                                |              |              |              |              |  |  |
|                                        |                                        |                                        |                                        |                                        |                                        |                                   |                                   |                                   |                                   |                                   |                                   |                                   |                                   |                      |                      |                                       |                                       |                                       |                                       |                                       |                                       |                                    |                                    |                                    |                                    |                 |                 |                 |                 |  |  |                  |                  |                  |                  |                  |                  |                |                |                 |                 |                 |                 |                 |                 |                 |                 |                   |                   |                   |                   |                   |                   |  |  |                                |                                |                                |                                |                                |                                |             |             |                        |                        |                        |                        |                                |                                |                                |                                |                                |                                |              |              |              |              |  |  |

## Emperadores de la dinastía
1. Constantino X Ducas (1059-1067)
2. Romano IV Diógenes (1067-1071)
3. Miguel VII Ducas (1071-1078)
4. Nicéforo III Botaniates (1078-1081)

### Citas
1. ↑  Polemis, 1968, pp. 1–2.
2. ↑  Polemis, 1968, p. 3.
3. ↑  Krsmanović, 2003, Chapter 2.
4. ↑  Polemis, 1968, p. 4.
5. 1 2 3 4 5 6  Kazhdan, 1991, "Doukas", pp. 655–656.
6. ↑  Polemis, 1968, pp. 2, 16.
7. ↑  Krsmanović, 2003, Chapter 3.
8. ↑  Polemis, 1968, pp. 2, 6–7, 16–25.
9. ↑  Kazhdan, 1991, "Doukas", pp. 655–656; "Doukas, Constantine", p. 657.
10. ↑  Polemis, 1968, pp. 2, 6–8, 25–26.
11. ↑  Polemis, 1968, pp. 2, 8, 26–27.
12. ↑  Krsmanović, 2003, Chapter 4.
13. 1 2  Krsmanović, 2003, Chapter 5.1.
14. ↑  Polemis, 1968, pp. 8–11.
15. ↑  Krsmanović, 2003, Chapter 5.2.
16. ↑  Krsmanović, 2003, Chapter 5.4.
17. ↑  Polemis, 1968, p. 10.
18. ↑  Kazhdan, 1991, "Doukas", pp. 655–656; "Ducas, Constantino" (C. M. Brand), pp. 657–658.
19. ↑  Kazhdan, 1991, "  Doukas", pp. 655–656.
20. ↑  Polemis, 1968, pp. 10–11, 189.
21. ↑  Krsmanović, 2003, Capítulo 6.
22. ↑  Polemis, 1968, p. 189.
23. ↑  Polemis, 1968, pp. 85–100.
24. ↑  Polemis, 1968, pp. 107.
25. ↑  Polemis, 1968, pp. 198–199.
26. ↑  Polemis, 1968, p. 123.
27. ↑  Polemis, 1968, pp. 202-203.
28. ↑  Polemis, 1968, pp. 202–211.